# ماريا لويسا بيمبيرغ
ماريا لويسا بيمبيرغ (بالإسبانية: María Luisa Bemberg)‏ (14 أبريل 1922 – 7 مايو 1995)، هي كاتبة سيناريو، مخرجة وممثلة أرجنتينية، وهي واحدة من أوائل المخرجين النساء في أمريكا اللاتينية التي برزت بقوة في الفكر الأرجنتيني بين 1970–1990. تخصصت في أعمالها تصوير نساء جنوب أمريكا المشهورات والطبقة العليا الأرجنتينية. كما ركزت بيمبيرغ على النسوية، وفيما يتعلق بالنقاش بين الجنسين والنظرة السينمائية. يمكن القول أن بيمبيرغ أبرز مخرجة امرأة في أمريكا اللاتينية.

## حياتها
لماريا لويسا بيمبيرغ أختين هما أوتو إدواردو بيمبيرغ وصوفيا بينغوليا، وهي من عائلة ذات نفوذ في الأرجنتين، جد أبوها هو مؤسس أكبر مصنع الجعة بالأرجنتين، الألماني الأرجنتيني أوتو بيمبيرغ، كما أن عائلة بيمبيرغ عائلة باتريكيانية.
لم تستلم بيمبيرغ أي دبلوم دراسات عليا، أو شهادة جامعية.
في 17 أكتوبر 1945، تزوجت بالمهندس المعماري كارلوس ميغينس، وانتقلا إلى إسبانيا، حيث أنجبت 4 أبناء قبل رجوعهم إلى الأرجنتين. من بينهم رجل الأعلام كارلوس ميغينس بيمبيرغ. بعد 10 سنوات تطلقا.

## حياتها المهنية
في 1959، أدارت مسرح بوينس آيرس، مسرح الأرض (بالإسبانية: Teatro Del Globo )‏ مع مساعدتها كاتالينا وولف. وهي واحدة من مؤسسي مهرجان مار ديل بلاتا الدولي للفيلم والاتحاد النسوي بالأرجنتين. وكان لها دور هام في تشكيل مجموعات نسوية بالنظام العسكري التي حلت محل بيرون في منتصف 1950.
في 1970، كتبت سيناريو فيلم وقائع زوجة (بالإسبانية: Crónica de una señora)‏، والذي حقق نجاحا كبيرا في الطبقة الغنية الأرجنتينية. وفي 1975 سيناريو فيلم مثلث الأربعة (بالإسبانية: Triángulo de cuatro)‏. بعد فيلمها ليست زوجة أحد (بالإسبانية: Señora de nadie)‏ أصبحت مراقبة من طرف النظام العسكري، فانتقلت إلى نيويورك ودرست التمثيل من قبل لي ستراسبرغ.

## فيلموغرافيا
| 1997 | المنتحل (El impostor)                         |  |  |  |
| 1994 | أغنية دونا هيلينا (La balada de Donna Helena) |  |  |  |
| 1993 | لا أريد التحدث عنها (De eso no se habla)      |  |  |  |
| 1990 | أنا، الأسوأ في كل شيء (Yo, la peor de todas)  |  |  |  |
| 1986 | آنسة ماري (Miss Mary)                         |  |  |  |
| 1984 | كاميلا (Camila)                               |  |  |  |
| 1982 | ليست زوجة أحد (Señora de nadie)               |  |  |  |
| 1981 | لحظات (Momentos)                              |  |  |  |
| 1975 | مثلث الأربعة (Triángulo de cuatro)            |  |  |  |
| 1971 | وقائع زوجة (Crónica de una señora)            |  |  |  |

## الجوائز
- فيلم كاميلا ترشح لجائزة الأوسكار لأفضل فيلم أجنبي.